# 2022-es labdarúgó-világbajnokság (E csoport)
A 2022-es labdarúgó-világbajnokság E csoportjának mérkőzéseit 2022. november 23. és december 1. között játszották. A csoportban Spanyolország, Costa Rica, Németország és Japán szerepelt. Japán és Spanyolország jutott a nyolcaddöntőbe.

## Tabella
| Hely. | Csapat        | M | Gy | D | V | G+ | G– | Gk | P | Továbbjutás                                |
| ----- | ------------- | - | -- | - | - | -- | -- | -- | - | ------------------------------------------ |
| 1.    | Japán         | 3 | 2  | 0 | 1 | 4  | 3  | +1 | 6 | Továbbjutott az egyenes kieséses szakaszba |
| 2.    | Spanyolország | 3 | 1  | 1 | 1 | 9  | 3  | +6 | 4 | Továbbjutott az egyenes kieséses szakaszba |
| 3.    | Németország   | 3 | 1  | 1 | 1 | 6  | 5  | +1 | 4 |                                            |
| 4.    | Costa Rica    | 3 | 1  | 0 | 2 | 3  | 11 | −8 | 3 |                                            |

## Mérkőzések
Az időpontok helyi idő szerint (UTC+3), a zárójelben magyar idő szerint értendők.

### Németország – Japán
A két csapat kétszer találkozott egymással, legutóbb 2006-ban, egy 2–2-es eredménnyel záródó barátságos mérkőzésen.
| 2022. november 23. 16:00 (14:00) |

| Németország             | 1–2               | Japán               |
| ----------------------- | ----------------- | ------------------- |
| Gündoğan 33' (11-esből) | (1–0) Jegyzőkönyv | Dóan 75' Aszano 83' |

| Halífa Nemzetközi Stadion, al-Rajján Nézőszám: 42 608 Játékvezető: Iván Barton (salvadori) |

| Németország | Japán |

| KA                   | 1  | Manuel Neuer       |     |
| JV                   | 15 | Niklas Süle        |     |
| KV                   | 2  | Antonio Rüdiger    |     |
| KV                   | 23 | Nico Schlotterbeck |     |
| BV                   | 3  | David Raum         |     |
| KKP                  | 6  | Joshua Kimmich     |     |
| KKP                  | 21 | İlkay Gündoğan     | 67' |
| JKP                  | 10 | Serge Gnabry       | 90' |
| TKP                  | 13 | Thomas Müller      | 67' |
| BKP                  | 14 | Jamal Musiala      | 79' |
| KCS                  | 7  | Kai Havertz        | 79' |
| Cserék:              |    |                    |     |
| KP                   | 18 | Jonas Hofmann      | 67' |
| KP                   | 8  | Leon Goretzka      | 67' |
| KP                   | 11 | Mario Götze        | 79' |
| CS                   | 9  | Niclas Füllkrug    | 79' |
| CS                   | 26 | Youssoufa Moukoko  | 90' |
| Szövetségi kapitány: |    |                    |     |
| Hansi Flick          |    |                    |     |

| KA                   | 12 | Gonda Súicsi       |     |
| JV                   | 19 | Szakai Hiroki      | 75' |
| KV                   | 4  | Itakura Kó         |     |
| KV                   | 22 | Josida Maja        |     |
| BV                   | 5  | Nagatomo Júto      | 57' |
| KKP                  | 6  | Endó Vataru        |     |
| KKP                  | 14 | Itó Dzsunja        |     |
| JKP                  | 15 | Kamada Daicsi      |     |
| TKP                  | 17 | Tanaka Ao          | 71' |
| BKP                  | 11 | Kubo Takefusza     | 46' |
| KCS                  | 25 | Maeda Daizen       | 57' |
| Cserék:              |    |                    |     |
| V                    | 16 | Tomijaszu Takehiro | 46' |
| KP                   | 9  | Mitoma Kaoru       | 57' |
| CS                   | 18 | Aszano Takuma      | 57' |
| KP                   | 8  | Dóan Ricu          | 71' |
| KP                   | 10 | Minamino Takumi    | 75' |
| Szövetségi kapitány: |    |                    |     |
| Morijaszu Hadzsime   |    |                    |     |

| A mérkőzés játékosa: Gonda Súicsi (Japán) Asszisztensek: David Morán (salvadori) Zachari Zeegelaar (Suriname-i) Negyedik játékvezető: Saíd Martínez (hondurasi) Tartalék játékvezető: Helpys Raymundo Feliz (Dominikai Köztársasági) Videobírók: Mauro Vigliano (argentin) Armando Villarreal (amerikai) Kathryn Nesbitt (amerikai) Fernando Guerrero (mexikói) Mahmud Abuelregál (egyiptomi) |

### Spanyolország – Costa Rica
A két csapat háromszor találkozott egymással (mindháromszor barátságos mérkőzéseken), legutóbb 2017-ben, amikor a spanyolok nyertek 5–0-ra.
| 2022. november 23. 19:00 (17:00) |

| Spanyolország                                                                  | 7–0               | Costa Rica |
| ------------------------------------------------------------------------------ | ----------------- | ---------- |
| Olmo 11' Asensio 21' Torres 31' (11-esből) 54' Gavi 74' Soler 90' Morata 90+2' | (3–0) Jegyzőkönyv |            |

| al-Thumama Stadion, Doha Nézőszám: 40 013 Játékvezető: Mohamed Abdalláh Hasszán Mohamed (Egyesült Arab Emírségekbeli) |

| Spanyolország | Costa Rica |

| KA                   | 23 | Unai Simón        |     |
| JV                   | 2  | César Azpilicueta |     |
| KV                   | 16 | Rodri             |     |
| KV                   | 24 | Aymeric Laporte   |     |
| BV                   | 18 | Jordi Alba        | 64' |
| KKP                  | 9  | Gavi              |     |
| KKP                  | 5  | Sergio Busquets   | 64' |
| KKP                  | 26 | Pedri             | 57' |
| JCS                  | 11 | Ferrán Torres     | 57' |
| KCS                  | 10 | Marco Asensio     | 69' |
| BCS                  | 21 | Dani Olmo         |     |
| Cserék:              |    |                   |     |
| CS                   | 7  | Álvaro Morata     | 57' |
| KP                   | 19 | Carlos Soler      | 57' |
| V                    | 14 | Alejandro Balde   | 64' |
| KP                   | 8  | Koke              | 64' |
| CS                   | 12 | Nico Williams     | 69' |
| Szövetségi kapitány: |    |                   |     |
| Luis Enrique         |    |                   |     |

| KA                   | 1  | Keylor Navas      |       |     |
| BV                   | 4  | Bryan Oviedo      |       | 82' |
| KV                   | 15 | Óscar Duarte      |       |     |
| KV                   | 16 | Francisco Calvo   | 67'   |     |
| JV                   | 8  | Carlos Martínez   |       | 46' |
| JKP                  | 6  | Keysher Fuller    |       |     |
| KKP                  | 5  | Celso Borges      |       | 72' |
| KKP                  | 17 | Yeltsin Tejeda    |       |     |
| BKP                  | 9  | Jewison Bennette  |       | 61' |
| KCS                  | 12 | Joel Campbell     | 90+7' |     |
| KCS                  | 7  | Anthony Contreras |       | 61' |
| Cserék:              |    |                   |       |     |
| V                    | 19 | Kendall Waston    |       | 46' |
| CS                   | 26 | Álvaro Zamora     |       | 61' |
| KP                   | 10 | Bryan Ruiz        |       | 61' |
| KP                   | 20 | Brandon Aguilera  |       | 72' |
| KP                   | 22 | Rónald Matarrita  |       | 82' |
| Szövetségi kapitány: |    |                   |       |     |
| Luis Fernando Suárez |    |                   |       |     |

| A mérkőzés játékosa: Gavi (Spanyolország) Asszisztensek: Mohamed al-Hammádi (Egyesült Arab Emírségekbeli) Hasszán al-Mári (Egyesült Arab Emírségekbeli) Negyedik játékvezető: Ma Ning (kínai) Tartalék játékvezető: Si Hsziang (kínai) Videobírók: Hasszán al-Mári (katari) Muhamad Taki (szingapúri) Bruno Pires (brazil) Tomasz Kwiatkowski (lengyel) Táleb al-Marri (katari) |

### Japán – Costa Rica
Japán öt barátságos mérkőzést játszott Costa Rica, amiből négyet megnyertek és egy döntetlen lett. Legutóbb 2018-ban találkoztak, Japán 3–0-ra nyert.
| 2022. november 27. 13:00 (11:00) |

| Japán | 0–1               | Costa Rica |
| ----- | ----------------- | ---------- |
|       | (0–0) Jegyzőkönyv | Fuller 81' |

| Ahmad bin Ali Stadion, al-Rajján Nézőszám: 41 479 Játékvezető: Michael Oliver (angol) |

| Japán | Costa Rica |

| KA                   | 12 | Gonda Súicsi     |       |     |
| JV                   | 2  | Jamane Miki      | 44'   | 62' |
| KV                   | 4  | Itakura Kó       | 84'   |     |
| KV                   | 22 | Josida Maja      |       |     |
| BV                   | 5  | Nagatomo Júto    |       | 46' |
| KKP                  | 6  | Endó Vataru      | 90+3' |     |
| KKP                  | 13 | Morita Hidemasza |       |     |
| JKP                  | 8  | Dóan Ricu        |       | 67' |
| TKP                  | 15 | Kamada Daicsi    |       |     |
| BKP                  | 24 | Szóma Júki       |       | 82' |
| KCS                  | 21 | Ueda Ajasze      |       | 46' |
| Cserék:              |    |                  |       |     |
| V                    | 26 | Itó Hiroki       |       | 46' |
| CS                   | 18 | Aszano Takuma    |       | 46' |
| KP                   | 9  | Mitoma Kaoru     |       | 62' |
| KP                   | 14 | Itó Dzsunja      |       | 67' |
| KP                   | 10 | Minamino Takumi  |       | 82' |
| Szövetségi kapitány: |    |                  |       |     |
| Morijaszu Hadzsime   |    |                  |       |     |

| KA                   | 1  | Keylor Navas      |     |       |
| BV                   | 4  | Bryan Oviedo      |     |       |
| KV                   | 15 | Francisco Calvo   | 70' |       |
| KV                   | 6  | Óscar Duarte      |     |       |
| JV                   | 19 | Kendall Waston    |     |       |
| JKP                  | 8  | Keysher Fuller    |     |       |
| KKP                  | 12 | Yeltsin Tejeda    |     |       |
| KKP                  | 5  | Celso Borges      | 61' | 89'   |
| BKP                  | 13 | Gerson Torres     |     | 65'   |
| KCS                  | 12 | Joel Campbell     |     | 90+5' |
| KCS                  | 7  | Anthony Contreras | 41' | 65'   |
| Cserék:              |    |                   |     |       |
| KP                   | 20 | Brandon Aguilera  |     | 65'   |
| KP                   | 9  | Jewison Bennette  |     | 65'   |
| KP                   | 14 | Youstin Salas     |     | 89'   |
| KP                   | 2  | Daniel Chacón     |     | 90+5' |
| Szövetségi kapitány: |    |                   |     |       |
| Luis Fernando Suárez |    |                   |     |       |

| A mérkőzés játékosa: Keysher Fuller (Costa Rica) Asszisztensek: Stuart Burt (angol) Simon Bennett (angol) Negyedik játékvezető: Maguette N’Diaye (szenegáli) Tartalék játékvezető: El Hadj Malick Samba (szenegáli) Videobírók: Jérôme Brisard (francia) Benoît Millot (francia) Cyril Gringore (francia) Adil Zourak (marokkói) Nicolas Danos (francia) |

### Spanyolország – Németország
A csapatok négyszer találkoztak a világbajnokságokon, 1966-ban és 1982-ben is Németország nyert 2–1-re (mindkétszer még NSZK néven). 1994-ben 1–1-es döntetlent játszottak, majd 2010-ben az elődöntőben Spanyolország diadalmaskodott 1–0-ra.
| 2022. november 27. 22:00 (20:00) |

| Spanyolország | 1–1               | Németország  |
| ------------- | ----------------- | ------------ |
| Morata 62'    | (0–0) Jegyzőkönyv | Füllkrug 83' |

| Al Bayt Stadion, al-Hor Nézőszám: 68 895 Játékvezető: Danny Makkelie (holland) |

| Spanyolország | Németország |

| KA                   | 23 | Unai Simón      |     |     |
| JV                   | 20 | Daniel Carvajal |     |     |
| KV                   | 16 | Rodri           |     |     |
| KV                   | 24 | Aymeric Laporte |     |     |
| BV                   | 18 | Jordi Alba      |     | 82' |
| VKP                  | 5  | Sergio Busquets | 44' |     |
| KKP                  | 9  | Gavi            |     | 66' |
| KKP                  | 26 | Pedri           |     |     |
| JCS                  | 11 | Ferrán Torres   |     | 54' |
| KCS                  | 10 | Marco Asensio   |     | 66' |
| BCS                  | 21 | Dani Olmo       |     |     |
| Cserék:              |    |                 |     |     |
| CS                   | 7  | Álvaro Morata   |     | 54' |
| KP                   | 8  | Koke            |     | 66' |
| CS                   | 12 | Nico Williams   |     | 66' |
| V                    | 14 | Alejandro Balde |     | 82' |
| Szövetségi kapitány: |    |                 |     |     |
| Luis Enrique         |    |                 |     |     |

| KA                   | 1  | Manuel Neuer       |     |     |
| JV                   | 5  | Thilo Kehrer       | 37' | 70' |
| KV                   | 15 | Niklas Süle        |     |     |
| KV                   | 23 | Nico Schlotterbeck |     |     |
| BV                   | 3  | David Raum         |     | 87' |
| KKP                  | 6  | Joshua Kimmich     | 60' |     |
| KKP                  | 8  | Leon Goretzka      | 58' |     |
| JKP                  | 10 | Serge Gnabry       |     | 85' |
| TKP                  | 21 | İlkay Gündoğan     |     | 70' |
| BKP                  | 14 | Jamal Musiala      |     |     |
| KCS                  | 13 | Thomas Müller      |     | 70' |
| Cserék:              |    |                    |     |     |
| CS                   | 9  | Niclas Füllkrug    |     | 70' |
| V                    | 16 | Lukas Klostermann  |     | 70' |
| CS                   | 19 | Leroy Sané         |     | 70' |
| KP                   | 18 | Jonas Hofmann      |     | 85' |
| V                    | 23 | Nico Schlotterbeck |     | 87' |
| Szövetségi kapitány: |    |                    |     |     |
| Hansi Flick          |    |                    |     |     |

| A mérkőzés játékosa: Álvaro Morata (Spanyolország) Asszisztensek: Hessel Steegstra (holland) Jan de Vries (holland) Negyedik játékvezető: Kovács István (román) Tartalék játékvezető: Vasile Marinescu (román) Videobírók: Pol van Boekel (holland) Massimiliano Irrati (olasz) Táleb al-Marri (katari) Paolo Valeri (olasz) Ovidiu Artene (román) |

### Japán – Spanyolország
A két csapat egyszer találkozott korábban, egy 2001-es barátságos mérkőzésen, amit Spanyolország nyert meg 1–0-ra.
| 2022. december 1. 22:00 (20:00) |

| Japán               | 2–1               | Spanyolország |
| ------------------- | ----------------- | ------------- |
| Dóan 48' Tanaka 51' | (0–1) Jegyzőkönyv | Morata 11'    |

| Halífa Nemzetközi Stadion, al-Rajján Nézőszám: 44 851 Játékvezető: Victor Gomes (dél-afrikai) |

| Japán | Spanyolország |

| KA                   | 12 | Gonda Súicsi       |     |     |
| KV                   | 4  | Itakura Kó         | 39' |     |
| KV                   | 22 | Josida Maja        | 45' |     |
| KV                   | 3  | Tanigucsi Sógo     | 44' |     |
| JKP                  | 14 | Itó Dzsunja        |     |     |
| KKP                  | 13 | Morita Hidemasza   |     |     |
| KKP                  | 17 | Tanaka Ao          |     | 87' |
| BKP                  | 5  | Nagatomo Júto      |     | 46' |
| JCS                  | 15 | Kamada Daicsi      |     | 68' |
| KCS                  | 25 | Maeda Daizen       |     | 62' |
| BCS                  | 11 | Kubo Takefusza     |     | 46' |
| Cserék:              |    |                    |     |     |
| KP                   | 8  | Dóan Ricu          |     | 46' |
| KP                   | 9  | Mitoma Kaoru       |     | 46' |
| CS                   | 18 | Aszano Takuma      |     | 62' |
| V                    | 16 | Tomijaszu Takehiro |     | 68' |
| KP                   | 6  | Endó Vataru        |     | 87' |
| Szövetségi kapitány: |    |                    |     |     |
| Morijaszu Hadzsime   |    |                    |     |     |

| KA                   | 23 | Unai Simón        |  |     |
| JV                   | 2  | César Azpilicueta |  | 46' |
| KV                   | 16 | Rodri             |  |     |
| KV                   | 4  | P. Torres         |  |     |
| BV                   | 14 | Alejandro Balde   |  | 68' |
| VKP                  | 5  | Sergio Busquets   |  |     |
| KKP                  | 9  | Gavi              |  | 68' |
| KKP                  | 26 | Pedri             |  |     |
| JCS                  | 12 | Nico Williams     |  | 57' |
| KCS                  | 7  | Álvaro Morata     |  | 57' |
| BCS                  | 21 | Dani Olmo         |  |     |
| Cserék:              |    |                   |  |     |
| V                    | 20 | Dani Carvajal     |  | 46' |
| CS                   | 11 | Ferrán Torres     |  | 57' |
| CS                   | 10 | Marco Asensio     |  | 57' |
| CS                   | 25 | Ansu Fati         |  | 68' |
| V                    | 18 | Jordi Alba        |  | 68' |
| Szövetségi kapitány: |    |                   |  |     |
| Luis Enrique         |    |                   |  |     |

| A mérkőzés játékosa: Tanaka Ao (Japán) Asszisztensek: Zakhele Siwela (dél-afrikai) Souru Phatsoane (lesothói) Negyedik játékvezető: Salima Mukansanga (ruandai) Tartalék játékvezető: el-Hadzsi Malick Szamba (szenegáli) Videobírók: Fernando Guerrero (mexikói) Armando Villarreal (amerikai) Kyle Atkins (amerikai) Adil Zourak (marokkói) Nicolás Taran (uruguayi) |

### Costa Rica – Németország
Németország eddig egyszer játszott Costa Rica ellen, a 2006-os világbajnokság nyitómérkőzésén, amit 4–2-re megnyertek.
| 2022. december 1. 22:00 (20:00) |

| Costa Rica                   | 2–4               | Németország                             |
| ---------------------------- | ----------------- | --------------------------------------- |
| Tejeda 58' Neuer 70' (öngól) | (0–1) Jegyzőkönyv | Gnabry 10' Havertz 73' 85' Füllkrug 89' |

| Al Bayt Stadion, al-Hor Nézőszám: 67 054 Játékvezető: Stéphanie Frappart (francia) |

| Costa Rica | Németország |

| KA                   | 1  | Keylor Navas      |     |       |
| KV                   | 6  | Óscar Duarte      | 77' |       |
| KV                   | 19 | Kendall Waston    |     |       |
| KV                   | 3  | Juan Pablo Vargas |     |       |
| RWB                  | 4  | Keysher Fuller    |     | 74'   |
| LWB                  | 8  | Bryan Oviedo      |     | 90+3' |
| KKP                  | 5  | Celso Borges      |     |       |
| KKP                  | 17 | Yeltsin Tejeda    |     | 90+3' |
| JCS                  | 20 | Brandon Aguilera  |     | 46'   |
| KCS                  | 11 | Johan Venegas     |     | 74'   |
| BCS                  | 12 | Joel Campbell     |     |       |
| Cserék:              |    |                   |     |       |
| KP                   | 14 | Youstin Salas     |     | 46'   |
| V                    | 22 | Rónald Matarrita  |     | 74'   |
| KP                   | 9  | Jewison Bennette  |     | 74'   |
| CS                   | 7  | Anthony Contreras |     | 90+3' |
| KP                   | 24 | Roan Wilson       |     | 90+3' |
| Szövetségi kapitány: |    |                   |     |       |
| Luis Fernando Suárez |    |                   |     |       |

| KA                   | 1  | Manuel Neuer      |  |       |
| JV                   | 6  | Joshua Kimmich    |  |       |
| KV                   | 15 | Niklas Süle       |  | 90+3' |
| KV                   | 2  | Antonio Rüdiger   |  |       |
| BV                   | 3  | David Raum        |  | 66'   |
| KKP                  | 21 | İlkay Gündoğan    |  | 55'   |
| KKP                  | 8  | Leon Goretzka     |  | 46'   |
| JSZ                  | 10 | Serge Gnabry      |  |       |
| TKP                  | 14 | Jamal Musiala     |  |       |
| BSZ                  | 19 | Leroy Sané        |  |       |
| KCS                  | 13 | Thomas Müller     |  | 66'   |
| Cserék:              |    |                   |  |       |
| V                    | 16 | Lukas Klostermann |  | 46'   |
| CS                   | 9  | Niclas Füllkrug   |  | 55'   |
| CS                   | 7  | Kai Havertz       |  | 66'   |
| KP                   | 11 | Mario Götze       |  | 66'   |
| V                    | 4  | Matthias Ginter   |  | 90+3' |
| Szövetségi kapitány: |    |                   |  |       |
| Hansi Flick          |    |                   |  |       |

| A mérkőzés játékosa: Kai Havertz (Németország) Asszisztensek: Neuza Back (brazil) Karen Díaz Medina (mexikói) Negyedik játékvezető: Saíd Martínez (hondurasi) Tartalék játékvezető: Walter López (hondurasi) Videobírók: Drew Fischer (kanadai) Jerome Brisard (francia) Kathryn Nesbitt (amerikai) Massimiliano Irrati (olasz) Corey Parker (amerikai) |

## Fair play-pontok
A fair play-pontok az összesített és az egymás elleni eredmények egyenlősége esetén rangsorolták a csapatokat. Ezeket az összes csoportmérkőzésen kapott sárga és piros lapok alapján számították ki az alábbiak szerint:
- első sárga lap: mínusz 1 pont;
- piros lap második sárga lap után: mínusz 3 pont;
- azonnali piros lap: mínusz 4 pont;
- sárga lap és azonnali piros lap: mínusz 5 pont;

Egy játékosra egy mérkőzésen a fenti levonások közül csak egy volt alkalmazható.
| Csapat        | 1. mérkőzés | 1. mérkőzés                          | 1. mérkőzés | 1. mérkőzés           | 2. mérkőzés | 2. mérkőzés                          | 2. mérkőzés | 2. mérkőzés           | 3. mérkőzés | 3. mérkőzés                          | 3. mérkőzés | 3. mérkőzés           | Fair play-pont |
| Csapat        | Sárga lap   | sárga lap · 2. sárga lap · kiállítva | kiállítva   | sárga lap · kiállítva | Sárga lap   | sárga lap · 2. sárga lap · kiállítva | kiállítva   | sárga lap · kiállítva | Sárga lap   | sárga lap · 2. sárga lap · kiállítva | kiállítva   | sárga lap · kiállítva | Fair play-pont |
| ------------- | ----------- | ------------------------------------ | ----------- | --------------------- | ----------- | ------------------------------------ | ----------- | --------------------- | ----------- | ------------------------------------ | ----------- | --------------------- | -------------- |
| Spanyolország | 0           |                                      |             |                       | 1           |                                      |             |                       |             |                                      |             |                       | –1             |
| Németország   | 0           |                                      |             |                       | 3           |                                      |             |                       |             |                                      |             |                       | –3             |
| Costa Rica    | 2           |                                      |             |                       | 3           |                                      |             |                       | 1           |                                      |             |                       | –6             |
| Japán         | 0           |                                      |             |                       | 3           |                                      |             |                       | 3           |                                      |             |                       | –6             |